# Chapelle de Châtillon-de-Cornelle
La chapelle de Châtillon-de-Cornelle est une chapelle située à Boyeux-Saint-Jérôme, en France.

## Localisation
La chapelle est située dans le département français de l'Ain, sur la commune de Boyeux-Saint-Jérôme.

## Historique
L'édifice est inscrit au titre des monuments historiques en 1986.

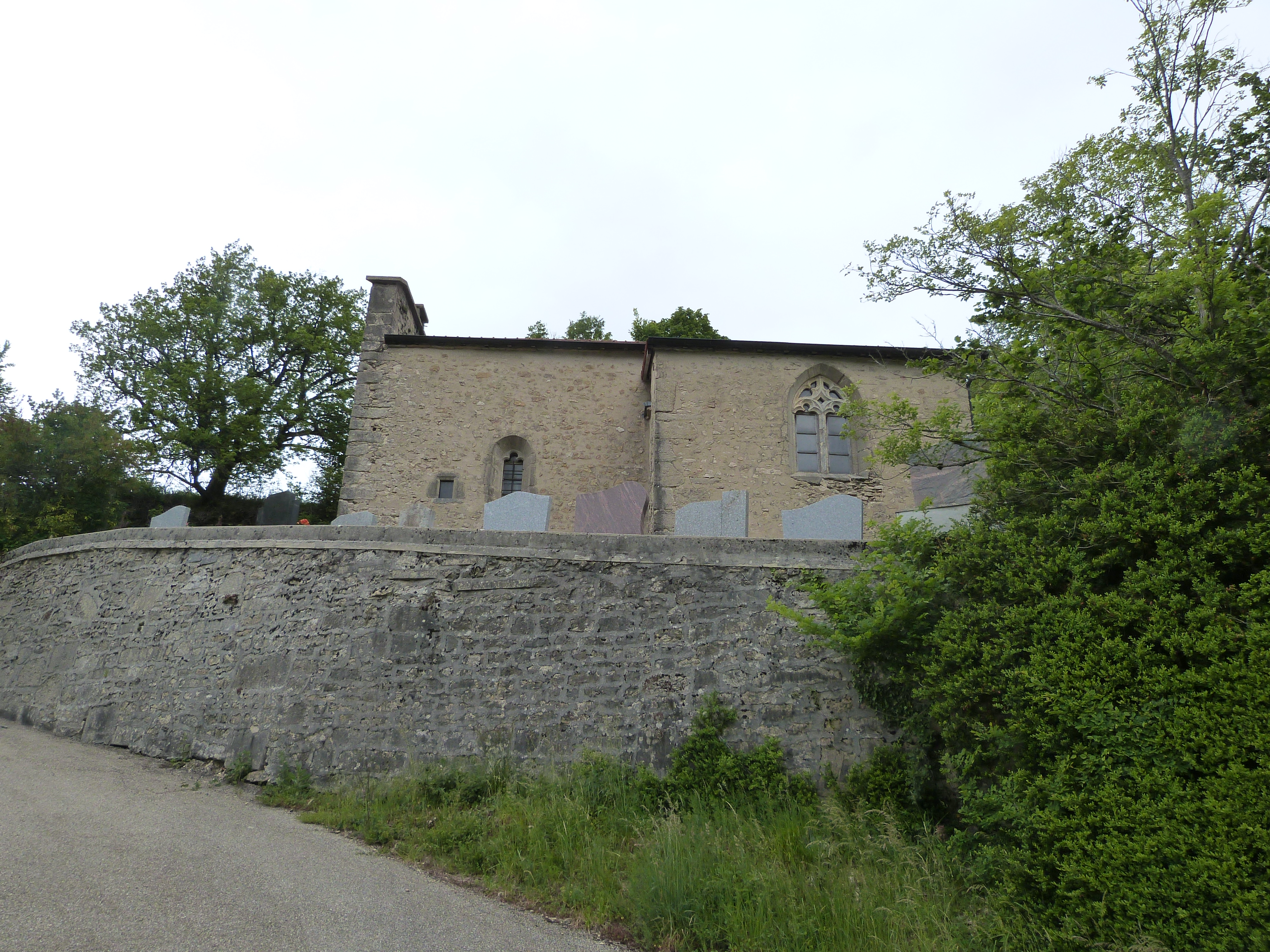
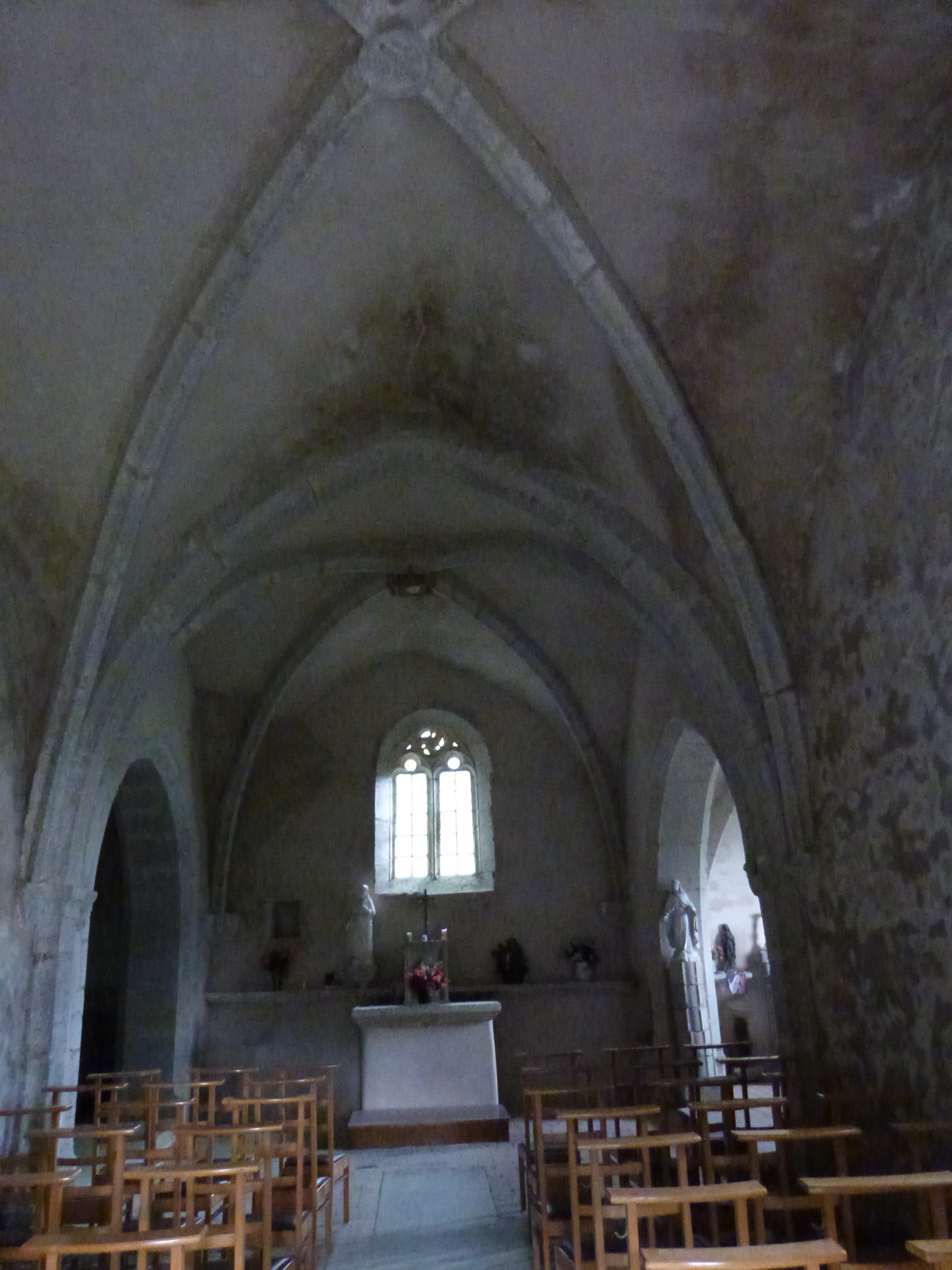